# ازدواج همجنس در چیاپاس
ازدواج همجنس در ایالت چیاپاس مکزیک به دنبال صدور رای توسط دادگاه عالی مکزیک در ۱۱ ژوئیه ۲۰۱۷، قانونی شد.

## تاریخچه

### اصطلاحات قانون اساسی
قانون اساسی چیاپاس به رسمیت شناختن ازدواج‌های همجنس را منع نکرده‌است. در اصل ۹ قانون اساسی آمده‌است که «ایالت چیاپاس سیاست‌هایی را با هدف تضمین حق هر فرد برای [...] حفاظت از رشد خانواده خود ارتقا خواهد داد.»

### قانونگذاری
گروه‌های مختلف فعال ال‌جی‌بی‌تی در ۱۵ فوریه ۲۰۱۲ اسنادی را به شاخه‌های اجرایی و مقننه دولت و حقوق بشر هیئت دولت تحویل دادند و اصلاحات در قوانین ازدواج چیاپاس را برای مطابقت با مقررات فدرال ضد تبعیض پیشنهاد کردند. در تاریخ ۲۹ نوامبر ۲۰۱۳، فعال حقوق بشر، دیگو کادناس گوردیلو، لایحه قانونی شدن ازدواج همجنس و اصلاح قانون مدنی و آیین دادرسی مدنی این ایالت را به کنگره ارسال کرد. این پیشنهاد در ۱۳ دسامبر ۲۰۱۳ با اشاره به اینکه «ابتکارات مردمی» باید توسط ۱٫۵ درصد از رای‌دهندگان، یا ۵۰۵۰۰ رأی دهنده پشتیبانی شود، رد شد. در تاریخ ۳ ژانویه ۲۰۱۴، به دلیل امتناع کنگره از اقدام به این ابتکار، قرار قضایی به قاضی فدرال ارائه شد. قاضی این قرار موقت را رد کرد و اندکی پس از آن درخواست تجدید نظر در دادگاه مدار بیستم مطرح شد. در نوامبر ۲۰۱۴، گوردیلو درخواست مداخله رسمی توسط کمیسیون بین‌المللی آمریکایی حقوق بشر (IACHR) را مطرح کرد و ادعا کرد که نه کنگره ایالتی، نه فرماندار مانوئل ولاسکو کوئلو و نه کمیسیون امور خارجه حقوق بشر به قوانین تبعیض آمیز چیاپاس رسیدگی نمی‌کنند.
پس از درگیری بین شهردار چیلون و گروه‌های مذهبی در ژانویه ۲۰۱۴، فعالان شکایتی را به شورای ملی پیشگیری از تبعیض (CONAPRED) ارائه دادند. در ۲۷ مارس ۲۰۱۴، معاون الخاندرا رویز سوریانو از حزب انقلاب دموکراتیک (PRD) ابتکاری را برای اصلاح ۱۹ ماده از قانون مدنی و ۱۵ ماده از قانون آیین دادرسی مدنی برای ادغام مفهوم ازدواج به عنوان «اتحاد آزاد دو نفر برای زندگی در جامعه، جایی که هر دو در جستجوی احترام، برابری و کمک متقابل هستند.» مطرح کرد. علاوه بر این، مفهوم زندگی مشترک را نیز فارغ از ترجیح جنسی، استاندارد می‌کرد.
پس از عدم اقدام به لایحه سوریانو، لایحه جدید ازدواج همجنس در ماه مه ۲۰۱۶ به کنگره چیاپاس ارائه شد. طبق گفته UDAC، یک گروه محلی برای حمایت از ال‌جی‌بی‌تی، این لایحه جدید بارها از دستور کار خارج شده و به دلیل اقدامات رئیس کنگره، ادواردو رامیرز آگیلار، به رای‌گیری گذاشته نشده‌است. علاوه بر این، UDAC گفته‌است که این لایحه به مسئله سرپرستی فرزند توسط زوج‌های همجنس نپرداخته‌است.

### احکام دادگاه
در ۲۵ سپتامبر ۲۰۱۴، یک آمپارو جمعی (حکمی برای حمایت از حقوق اساسی که توسط دادگاه برای افراد صادر می‌شود) صادر شد. در تاریخ ۳ مارس ۲۰۱۵، ۵۱ زوج حق ازدواج را به دست آوردند زیرا قانون مدنی این ایالت توسط دادگاه عالی (SCJN) خلاف قانون اساسی شناخته شد. در تاریخ ۲۶ مارس ۲۰۱۵، سندی که از کنگره چیاپاس ارسال شده بود منتشر و تقبیح شد، در این سند با اعلام و تأکید بر اینکه ازدواج همجنس «غیرطبیعی» است، ضمن انجام مقایسه روابط همجنسگرایان با محارم، این حکم را منتشر کرد. بعداً رئیس هیئت مدیره کنگره با تأکید بر اینکه فقط وی قدرت طرح درخواست را دارد، تأکید کرد که هرگز هیچ سندی را در رابطه با این موضوع امضا نکرده‌است. با این حال، در ۱۶ آوریل ۲۰۱۵، رسانه‌ها فاش کردند که وب سایت شورای قضایی ایالت درخواست بازبینی را در ۲۳ مارس ۲۰۱۵ دریافت کرده و قبلاً تعدادی را به این پرونده اختصاص داده‌است. سرانجام، در سپتامبر ۲۰۱۶، دیوان عالی کشور به نفع این زوجین رای صادر کرد و ممنوعیت ازدواج همجنس را خلاف قانون اساسی خواند.
در دسامبر سال ۲۰۱۵، یک زوج لزبین توانستند در پایتخت ایالت چیاپاس، توکسلا گوتیرس، ازدواج کنند. در ژوئیه ۲۰۱۶، دادگاه منطقه دوم، مستقر در توکسلا گوتیرس، آمپاروی دیگری را به یک زوج همجنس اهدا کرد. دادگاه مواد ۱۴۴ و ۱۴۵ قانون مدنی چیاپاس را خلاف قانون اساسی اعلام کرد. در سپتامبر ۲۰۱۶، دیوان عالی کشور مواد مختلف قانون مدنی این ایالت را به دلیل محدود کردن ازدواج به زوج‌های جنس مخالف، خلاف قانون اساسی خواند.

### حکم دادگاه عالی سال ۲۰۱۷
در ۶ آوریل ۲۰۱۶، یک عمل خلاف قانون اساسی در دادگاه عالی مکزیک مطرح شد. این اقدام به دنبال قانونی کردن ازدواج همجنس در چیاپاس بود، مانند خالیسکو. (جایی که دادگاه عالی در اوایل سال ۲۰۱۶ با صدور رأی وحدت رویه ممنوعیت ازدواج همجنس آن ایالت را لغو کرد) در ۱۱ ژوئیه ۲۰۱۷، دادگاه حکم خلاف قانون اساسی بودن تعریف زن و مرد از ازدواج در قانون مدنی چیاپاس را صادر کرد، در واقع ازدواج همجنس را در این کشور قانونی و مشخص کرد که نیازی به آمپارو نیست. اولین مراسم ازدواج همجنس در چیاپاس پس از این حکم در اواخر ژوئیه ۲۰۱۷ برگزار شد، گرچه این دو با استفاده از آمپارو ازدواج کردند. این حکم با انتشار در روزنامه رسمی فدراسیون (Diario Oficial de la Federación) لازم‌الاجرا شد. در تاریخ ۳۰ اکتبر ۲۰۱۷، با وجود این که حکم هنوز منتشر نشده بود، ثبت احوال شروع به پذیرش درخواست‌های ازدواج از زوج‌های همجنس می‌کند. اولین زوجی که ازدواج کردند (بدون آمپارو) همان روز در سان کریستوبال د لاس کاساس این کار را انجام دادند. این حکم رسماً در ۱۱ مه ۲۰۱۸ منتشر شد.
بعداً مقامات ایالتی تأیید کردند که زوج‌های همجنس مجاز به فرزندخواندگی هستند.

## آرمار ازدواج
از دسامبر ۲۰۱۷ تا ژوئن ۲۰۱۸، بیش از ۳۰۰ ازدواج همجنس در چیاپاس انجام شده‌است. بیشتر این ازدواج‌ها در توکسلا گوتیرس، سان کریستوبال د لاس کاساس، تاپاچولا و کامیتن انجام شده‌است. علاوه بر این، بسیاری از زوج‌ها از ایالت‌های دیگر آمده‌اند. (از جمله از تاباسکو، وراکروز و اوآخاکا)

## افکار عمومی
نظرسنجی سال ۲۰۱۷ که توسط دفتر ارتباطات راهبردی انجام شد نشان داد که ۳۹٪ از ساکنان چیاپاس از ازدواج همجنس حمایت می‌کنند، که دومین درصد موافقت پایین در کل کشور مکزیک بود. ۵۸٪ هم مخالف بودند.
طبق نظرسنجی سال ۲۰۱۸ مؤسسه ملی آمار و جغرافیا (INEGI) در چیاپاس ۵۹٪ مردم با ازدواج همجنس، مخالف هستند. این بیشترین درصد مخالفت با ازدواج همجنس در مکزیک بود.